# Telefonplan (tunnelbanestation)
Telefonplan är en tunnelbanestation längs Stockholms tunnelbana. Den trafikeras av röda linjen (T-bana 2) och ligger mellan stationerna Midsommarkransen och Hägerstensåsen. Stationen ligger utmed Telefonvägen vid Mikrofonvägen och Telefonplan. Avståndet till station Slussen är 5,4 kilometer. 

## Namnet
Namnet Telefonplan kommer från telefontillverkaren LM Ericsson dåvarande huvudkontor och fabrik (se LM Ericsson-byggnaden). Företaget hade kvar verksamhet vid Telefonplan men huvudkontoret flyttades 2003 till Kista.

## Stationsbeskrivning

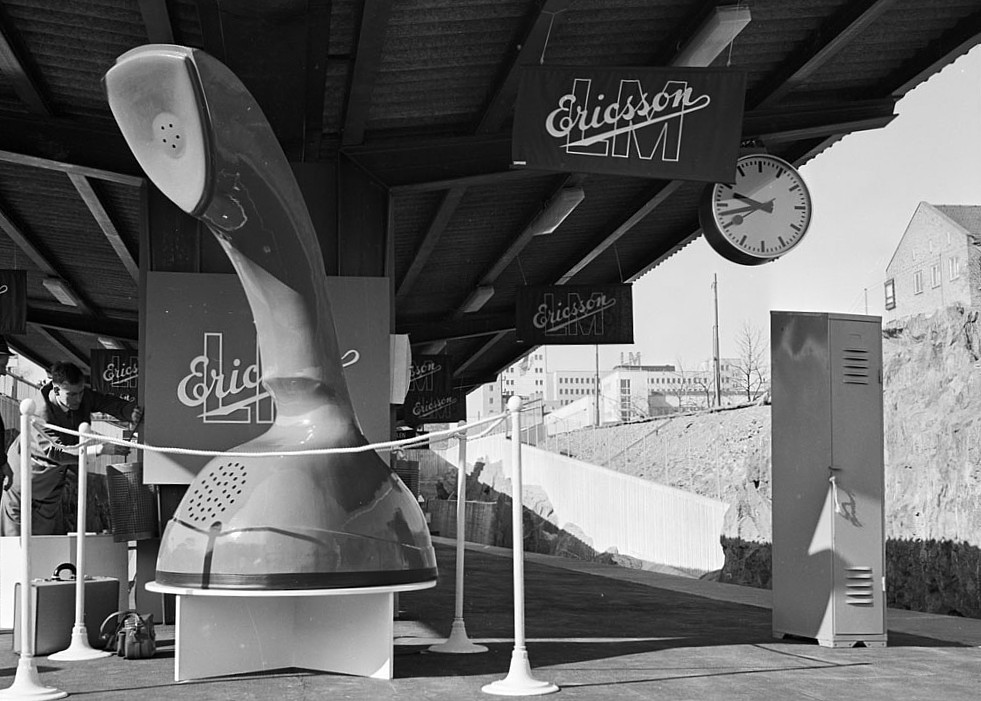
Telefonplan, invigningsdagen.

Stationen invigdes den 5 april 1964.  Den har en mittplattform utomhus i en bergsskärning med entré från Mikrofonvägen/Telefonplan. I anslutning till stationen finns en mindre bussterminal. Den konstnärliga utsmyckningen består av en keramisk väggdekor av Bo Samuelsson från 1997. Dekoren består bland annat av ordet "Telefonplan" i morsekod, något som inspirerats av områdets anknytning till telekommunikation. Längs perrongens sidor finns personer i naturlig storlek avbildade i helfigur.
Väster om stationen fortsätter tågen genom den 400 meter långa Hägerstenstunneln, och öster om stationen är det en 1 600 meter lång tunnel till Liljeholmen.
Före stationens invigning som tunnelbanestation gick det spårväg hit (linje 14 och 17), dock mest i gatuspår. Dessa spår lades ned då tunnelbanan invigdes hit. Fortsättningen mot sydväst byggdes på 1940-talet som spårväg klar för konvertering till tunnelbana. Det fanns en station till på spårvägstiden väster om Telefonplan, som hette Korpmossevägen och har kvar spår av en plattform. Plattformen på Telefonplan var vid invigningen den 5 april 1964 utsmyckad med ett stort exemplar av telefonen "Ericofon". 
I ramen för byggprojektet Tellus Towers kommer en del av spårområdet öster om stationen att överdäckas. Stationshuset blir större, får plats för kommersiella lokaler, ett nytt utseende samt  flera nya entréer.

## Galleri

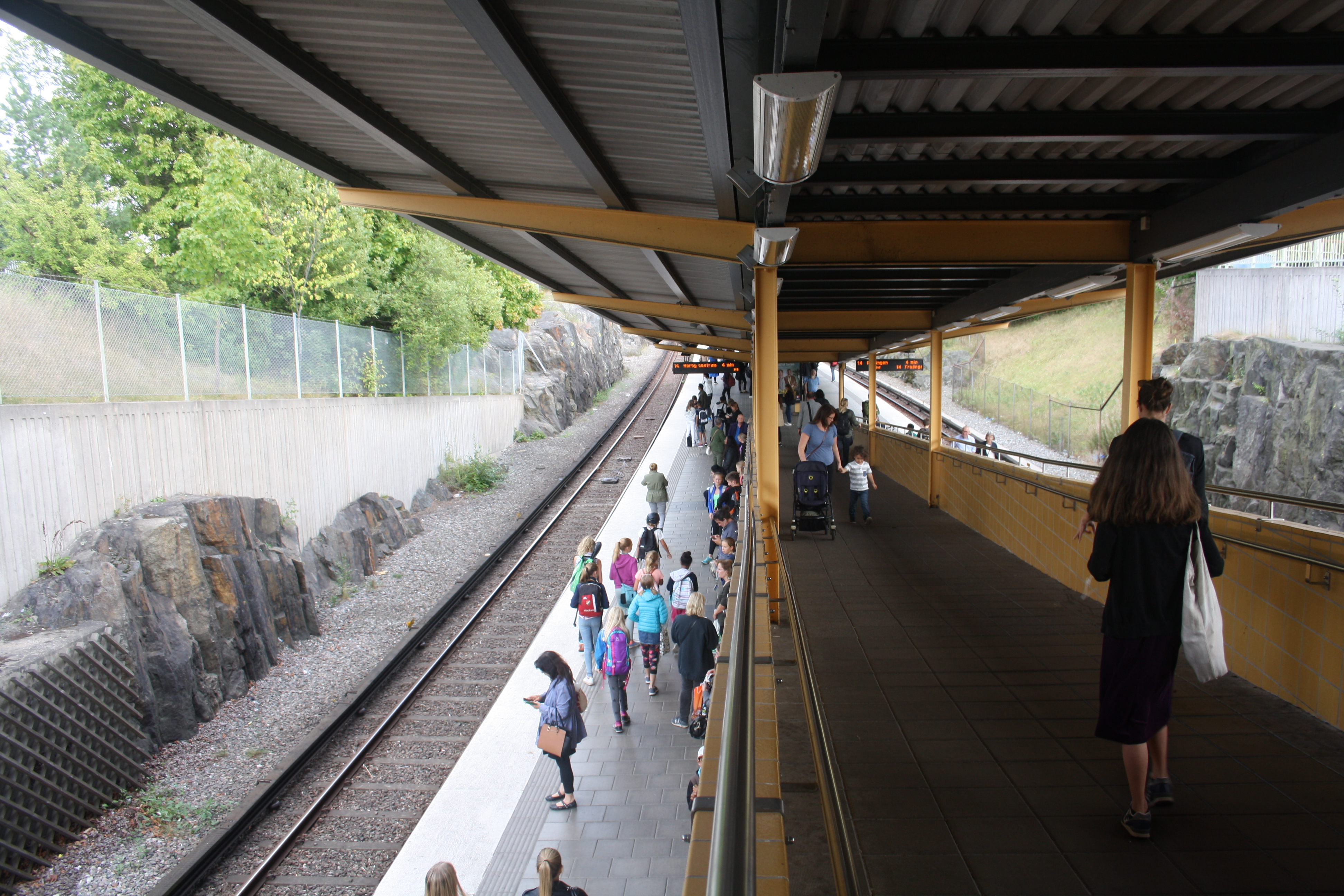
Gång till perrongen.
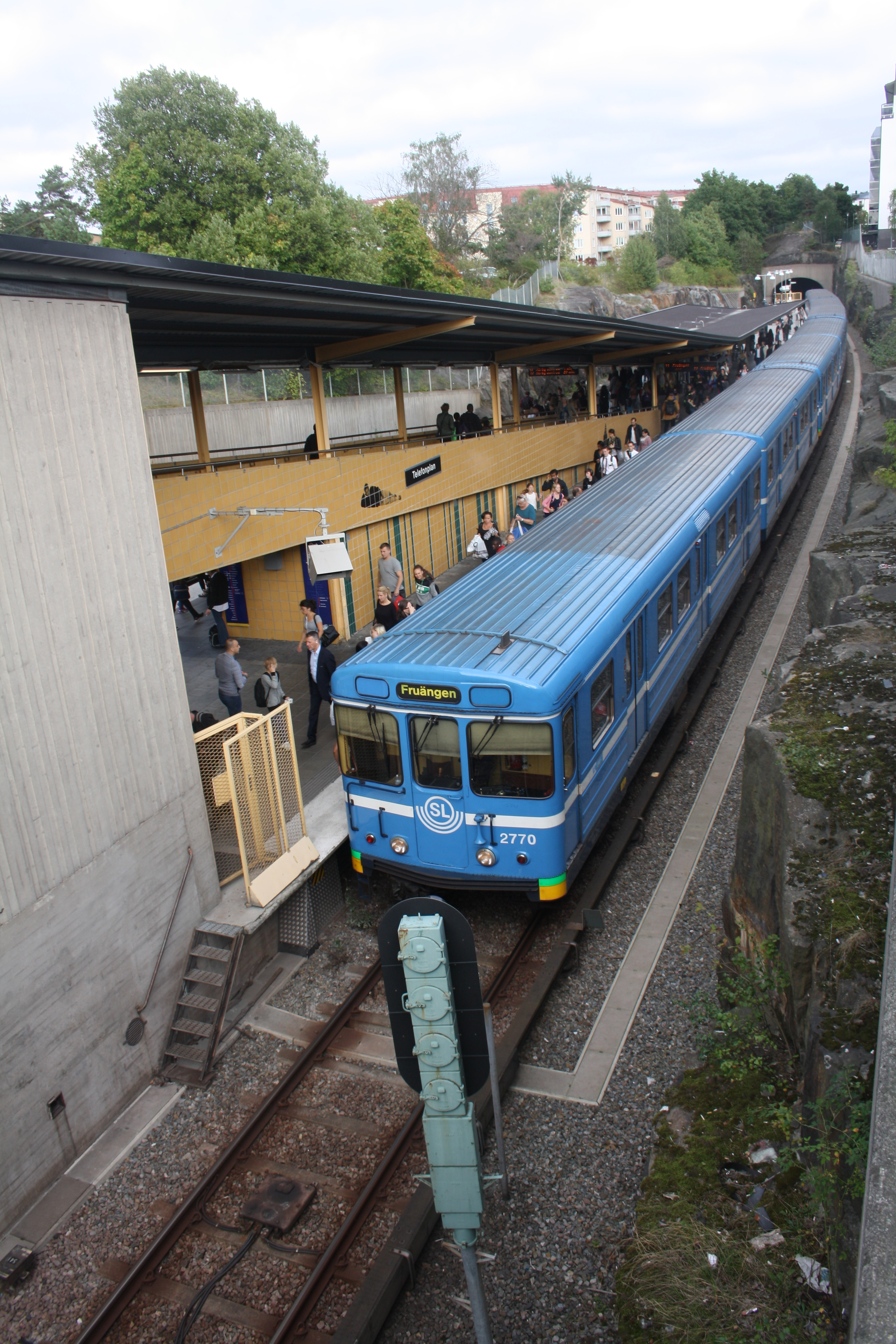
Tåg på stationen.
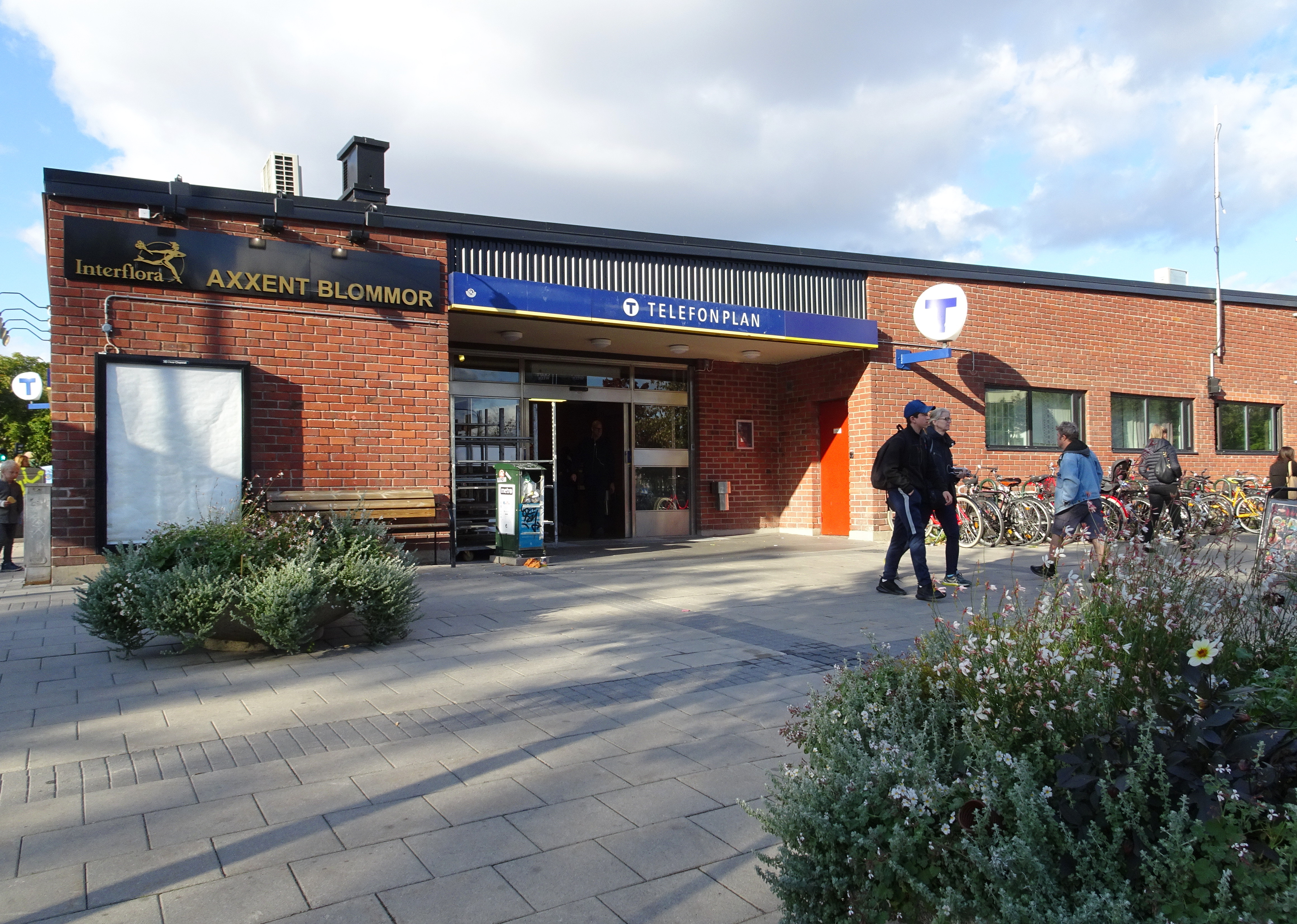
Ingång
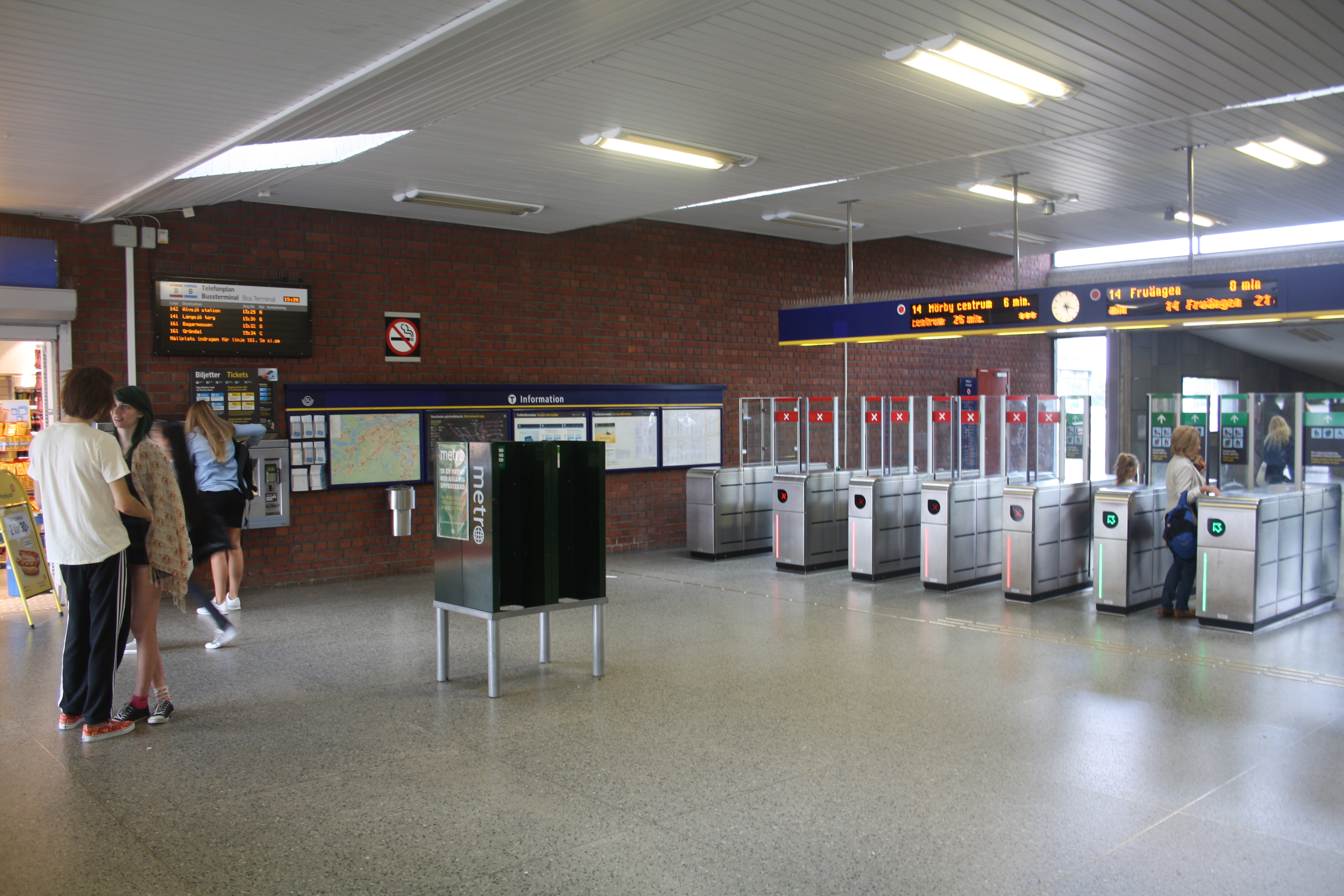
Spärren
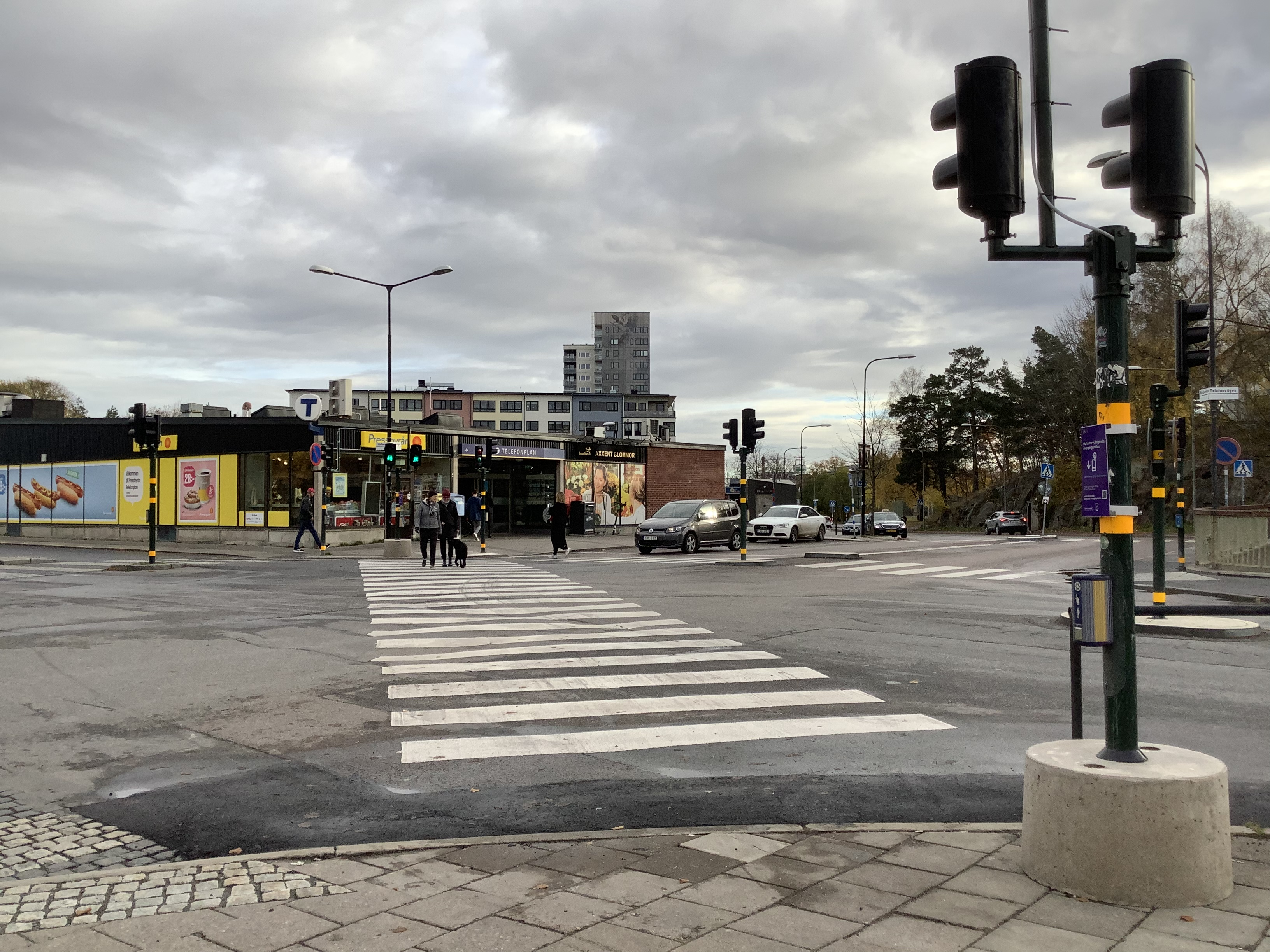
Korsningen Mikrofonvägen/Telefonvägen vid tunnelbanestationen, med ett av Stockholms första diagonala övergångsställen, infört på prov i slutet av oktober 2020.